# Tôn Cảo
Tôn Cảo (tiếng Trung: 孫暠; bính âm: Sun Gao) là tướng lĩnh Đông Ngô thời Tam Quốc trong lịch sử Trung Quốc.

## Cuộc đời
Tôn Cảo quê ở huyện Phú Xuân, quận Ngô, Dương Châu, là con trai trưởng của Tôn Tĩnh (em trai Tôn Kiên). Năm 190, Tôn Kiên dẫn quân chống Đổng Trác, Tĩnh ở quê nhà chiêu binh tự thủ.
Năm 196, Tôn Tĩnh dẫn quân trợ giúp Tôn Sách đánh chiếm Cối Kê, đánh bại Vương Lãng. Sau đó, Tôn Tĩnh nhớ nhà, trở lại Phú Xuân, để Tôn Cảo ở lại Cối Kê. Sách phong Cảo làm Định Vũ trung lang tướng, trấn thủ Ô Trình.
Năm 200, Tôn Sách bị ám sát, lòng người hoang mang. Tôn Cảo ở Ô Trình, chỉnh đốn vũ trang, muốn đánh chiếm Cối Kê, cát cứ một phương. Quan viên trong quận đều cố thủ chờ lệnh. Huyện trưởng Phú Xuân là Ngu Phiên khi đó đang túc trực linh cữu Tôn Sách, đến chỗ Cảo cảnh cáo: Thảo Nghịch (Tôn Sách) tuổi xuân mất sớm, nên do hiếu liêm (Tôn Quyền) thống soái. Phiên cùng lại, sĩ trong quân, giữ thành cố thủ, sẵn sàng liều cả tính mạng, vì hiếu liêm trừ họa, tự thân ngươi cân nhắc lợi hại đi.
Tôn Cảo cuối cùng lui quân. Sau đó không có ghi chép gì về Tôn Cảo. Cha và các em trai của Cảo là Tôn Du, Tôn Hiệu, Tôn Hoán đều được Tôn Quyền trọng dụng. Chức Định Vũ trung lang tướng vào khoảng năm 222-223 do Tôn Lãng nắm giữ. Cháu của Cảo là Tuấn trở thành quyền thần thời Tôn Lượng.

## Gia đình
- Con trai:
  - Tôn Cung (孫恭), quan đến Tán kỵ thị lang.
  - Tôn Siêu (孫超), quan đến Thiên tướng quân.
  - Tôn Xước (孫綽), quan đến An dân đô úy.
- Cháu trai:
  - Tôn Tuấn (孫峻), con trai của Tôn Cung, quan đến Thừa tướng, Đại tướng quân.
  - Tôn Lự (孫慮) hay Tôn Hiến (孫憲), con trai của Tôn Siêu, từng tuân lệnh Tôn Lâm diệt trừ Lã Cứ, Đằng Dận, sau lại cùng Vương Đôn mật mưu diệt trừ Tôn Lâm, việc không thành bị ép tự sát.
  - Tôn Lâm (孫綝), con trai của Tôn Xước, quan đến Thừa tướng, Đại tướng quân.
  - Tôn Ân (孫恩), con trai của Tôn Xước, quan đến Ngự sử đại phu,Vệ tướng quân.
  - Tôn Cứ (孫據), con trai của Tôn Xước, quan đến Hữu tướng quân.
  - Tôn Cán (孫幹), con trai của Tôn Xước, quan đến tạp hào tướng quân.
  - Tôn Khai (孫闓), con trai của Tôn Xước, quan đến tướng quân.
- Cháu gái:
  - Tôn thị (孫氏), gả Toàn Thượng.
  - Tôn thị (孫氏), gả Chu Tổn (con trai Chu Cứ).

## Trong văn hóa
Tôn Cảo không xuất hiện trong tiểu thuyết Tam quốc diễn nghĩa của La Quán Trung.